# 332084 Vasyakulbeda
332084 Vasyakulbeda è un asteroide della fascia principale. Scoperto nel 2005, presenta un'orbita caratterizzata da un semiasse maggiore pari a 2,7262138 UA e da un'eccentricità di 0,2445322, inclinata di 23,48977° rispetto all'eclittica.
L'asteroide era stato inizialmente battezzato 332084 Fedaksari per poi essere corretto nella denominazione attuale. L'eponimo venne poi attribuito all'asteroide 274810 Fedáksári.
Inoltre l'eponimo Vasyakulbeda era stato inizialmente assegnato a 184784 Bettiepage che ricevette poi l'attuale denominazione.
L'asteroide è dedicato all'astronomo ucraino Vasyl' Kulbeda.